# Роберт Линдси из Пицкотти
Роберт Линдси из Пицкотти (также Линдсей или Линдесей; около 1532 — 1580) — шотландский хронист и летописец, автор «Истории и хроник Шотландии», первой истории Шотландии, написанной на шотландском языке, а не на латыни.

## Биография
Роберт родился в Пицкотти, в округе Церера, Файф; внук Патрика Линдси, 4-го лорда Линдси из семьи Линдси Байров, которую он позже арендовал. Его «История и хроники Шотландии», охватывающие 1436—1565 годы, — единственная работа, по которой Роберт запомнился, она должна была стать продолжением работы Гектора Бойса, переведённой Джоном Белленденом. Хотя иногда «История» превращается в простую хронику коротких записей, Линдси не обходится без отрывков большой живописности. Сэр Вальтер Скотт использовал её в своей поэме «Мармион», и, несмотря на неточность в деталях, «История» полезна для социальной истории того периода. Конец описаний Линдси здесь должен был закончиться в 1565 году, но доктор Эней Маккей посчитал, что откровенный отчёт о событиях, связанных с Марией Стюарт между 1565 и 1575 годами, содержащийся в одной из рукописей, написан его рукой и был исключён только потому, что был слишком точен в описании современных тогда событий. «История» была впервые опубликована в 1728 году. В 1899 году в Эдинбургском университете была опубликована Шотландским текстовым обществом под редакцией Энеаса Маккея. Рукопись, ранее находившаяся в распоряжении Джона Скотта из Халкшилла, более полная и, хотя и написанная позднее, в целом лучше отражает текст Линдси.
Согласно Биографическому словарю выдающихся историков: «касаемо самих Хроник, не очень легко определить, на каком языке они должны говорить. Они представляют собой странное сочетание бесконечной и бесцельной болтливости, простоты, легковерия и графических очертаний; последнее, однако, очевидно, является следствием не искусства или дизайна, а их полного отсутствия. Он описывает события со всей обстоятельностью очевидца и со всей многословностью того, кто полон решимости не оставить ничего невысказанного, каким бы пустяковым оно ни было. Но его доверчивость, в частности, кажется безграничной и замечательна даже для того легковерного возраста, в котором он жил. Похоже, он без сомнений поверил всему, что ему говорили; и, поверив этому, тщательно записал это. Подробно и с большой серьёзностью подробно описав все обстоятельства таинственного вызова Плоткока, предшествовавшего битве при Флоддене, „поистине, — пишет Линдси, — автор этого послания, что заставило меня написать манеру вызова, был землевладельцем, которому в то время было двадцать лет, и он находился в городе во время упомянутого вызова; и после этого, когда поле было поражено, он поклялся мне, что не было никого, кто бы спасся“. Однако искренняя и честная простота старого доброго летописца чрезвычайно забавна. Он не стремится ни к чему, кроме простой записи того, что он считал фактами, и он продолжает подробно описывать с большой непоследовательностью и всей неинтеллектуальной точностью искусственный процесс, когда ни чувства, ни страсти, ни ум никогда не появляются.» Эти характеристики хроник Линдсея сильно подорвали доверие к ним, как к авторитетным источникам.